# ヘンリー・シドニー (初代ロムニー伯爵)

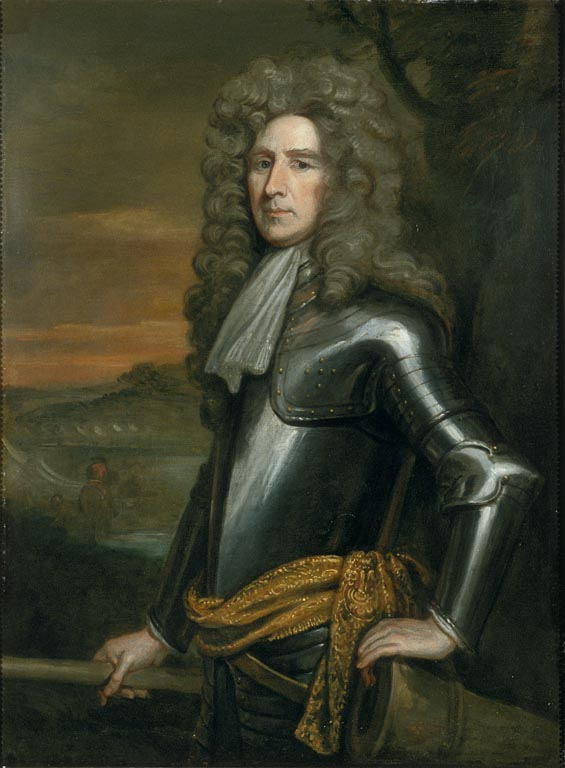
初代ロムニー伯ヘンリー・シドニー

初代ロムニー伯ヘンリー・シドニー（英語: Henry Sydney (Sidney), 1st Earl of Romney PC, 1641年4月8日 - 1704年4月8日）は、イギリスの貴族・軍人。第2代レスター伯ロバート・シドニーと第9代ノーサンバランド伯ヘンリー・パーシーの娘ドロシーの息子。兄に第3代レスター伯フィリップ・シドニー、アルジャーノン・シドニー、姉に初代サンダーランド伯ヘンリー・スペンサーの妻ドロシーがおり、第2代サンダーランド伯ロバート・スペンサーは甥に当たる。
1679年に議会に入り、同年にオランダを訪問してウィレム3世（後のイングランド王ウィリアム3世）に接触して親密な関係を築いたが、1683年にライハウス陰謀事件で兄のアルジャーノンが処刑されてからはイングランドとオランダとの間を行き来してイングランド貴族の支持者を増やしていった。
1688年6月、第12代シュルーズベリー伯チャールズ・タルボット、第4代デヴォンシャー伯ウィリアム・キャヴェンディッシュ、初代ダンビー伯トマス・オズボーン、第2代ラムリー子爵リチャード・ラムリー、ロンドン主教ヘンリー・コンプトン、エドワード・ラッセルら6人の貴族と共にウィレム3世への招聘状を書いた後にオランダへ渡海、11月にオランダ軍と共にイングランドへ上陸してジェームズ2世を追放して名誉革命を成し遂げた。翌1689年にウィリアム3世・メアリー2世夫妻が即位、恩賞としてシドニー子爵に叙爵されて枢密院に入り第1近衛歩兵連隊隊長に任命された。
ウィリアマイト戦争でウィリアム3世に従軍して1690年のボイン川の戦いに参戦、同年にハーグへ特使として派遣され、1691年に五港長官、1692年から1693年までアイルランド総督に任じられ、1693年に兵站部総監（en）に任命、1694年にホイッグ党（ジャントー）政権に加わりロムニー伯爵に叙爵されるなど厚遇された。しかし、1702年にウィリアム3世が死去、アンの治世では兵站部総監を解任、五港長官をアンの夫のカンバーランド公ジョージに交代させられるなど晩年は不遇であった。
1704年に63歳で死去。独身で子が無かったため、爵位は全て消滅した。

## 関連図書
- Chisholm, Hugh, ed. (1911). "Romney, Henry Sidney, Earl of" . Encyclopædia Britannica (英語). Vol. 23 (11th ed.). Cambridge University Press. pp. 687–688.
- Seccombe, Thomas (1897). "Sidney, Henry (1641-1704)" . In Lee, Sidney (ed.). Dictionary of National Biography (英語). Vol. 52. London: Smith, Elder & Co. pp. 217–219.

| 公職                    | 公職                                                                        | 公職                  |
| ----------------------- | --------------------------------------------------------------------------- | --------------------- |
| 先代 ノッティンガム伯   | 北部担当国務大臣 1690年 - 1692年                                            | 次代 ノッティンガム伯 |
| 先代 空位               | アイルランド総督 1692年 - 1693年                                            | 次代 空位             |
| 名誉職                  |                                                                             |                       |
| 先代 ジョン・ボーモント | 五港長官 1691年 - 1702年                                                    | 次代 カンバーランド公 |
| 先代 テイナム男爵       | ケント州海軍中将 1689年 - 1702年                                            | 次代 ウィンチルシー伯 |
| 先代 ウィンチルシー伯   | ケント州統監 ウェストモーランド伯と共同 （1692年 - 1693年） 1689年 - 1704年 | 次代 ウィンチルシー伯 |
| 先代 ウィンチルシー伯   | ケント州治安判事 1689年 - 1704年                                            | 次代 ウィンチルシー伯 |
| イングランドの爵位      |                                                                             |                       |
| 先代 新設               | ロムニー伯 1694年 - 1704年                                                  | 次代 消滅             |